# Powiat Olecki
Der Powiat Olecki ist ein Powiat (Kreis) in der polnischen Woiwodschaft Ermland-Masuren. Der Powiat hat eine Fläche von 873,8 km², auf der etwa 34.300 Einwohner leben.
Das Gebiet entspricht ungefähr dem früheren Kreis Oletzko (ab 1939 Landkreis Treuburg).

## Gemeinden
Der Powiat umfasst vier Gemeinden, davon eine Stadt-und-Land-Gemeinde sowie drei Landgemeinden:

### Stadt-und-Land-Gemeinde
- Olecko (Marggrabowa, Oletzko, ab 1928 Treuburg): 21.957 Einwohner

### Landgemeinden
- Kowale Oleckie (Kowahlen): 4933 Einwohner
- Świętajno (Schwentainen): 3906 Einwohner
- Wieliczki (Wielitzken): 3197 Einwohner